# Edvard Sylvén
Nils Edvard Hjalmar Sylvén, född 10 november 1920 i Österfärnebo församling, Gävleborgs län, död 9 januari 2001 i Danderyd, var en svensk entomolog. Han var bror till Gunnel och Erik Sylvén.
Sylvén, som var son till jägmästare Hjalmar Sylvén och Märta Engdahl, avlade studentexamen i Skara 1939, blev filosofie kandidat 1942, filosofie licentiat 1945, filosofie doktor i Lund 1959, docent i entomologi i Lund 1959 och i Uppsala 1963. Han var amanuens i entomologi i Lund 1941–1945, assistent vid Statens växtskyddsanstalt i Åkarp 1946–1959, innehade docenttjänst i Lund 1959–1960, var avdelningsföreståndare vid Statens växtskyddsanstalt i Solna 1961–1971, professor och föreståndare där 1971–1975 och professor i entomologi vid Naturhistoriska riksmuseet 1975–1986. Han var ordförande i Entomologiska föreningen i Stockholm 1977–1990 och blev korresponderande ledamot av Entomologiska föreningen i Helsingfors 1979. Han författade skrifter i ekologisk och ekonomisk entomologi. 